# جيوفاني دي فيرازانو
جيوفاني دي فيرازانو (1485–1528) مستكشف إيطالي خدم البلاط الفرنسي في عهد الملك الفرنسي فرانسوا الأول، إذ استكشف لفرنسا ساحل المحيط الأطلسي في أمريكا الشمالية في المنطقة الواقعة بين كارولاينا الجنوبية ونيوفنلند في عام 1539، و استكشف مناطق جديدة مثل ميناء نيويورك وخليج ناراجانسيت في رود آيلاند، وُضِع اسمه على جسر فيرازانو-ناروز الذي يربط بين بروكلين وجزيرة ستاتن وأثبتت رحلته أن أمريكا هي كتلة قارية متصلة، وعلى الرغم من استكشافاته المهمة إلا أنه لم يجنِ شهرة كبيرة في التاريخ.

## حياته وعمله

### الأصول والرحلات إلى أمريكا
يجمع العلماء على أن جيوفاني دي فيرازانو وُلد في فال دي جريف، جنوب فلورنسا، التي أصبحت العاصمة والمدينة الرئيسية لجمهورية فلورنسا، وهو ابن بييرو أندريا دي برناردو دي فيرازانو وفياميتا كابيلي. يزعم البعض أنه وُلد في كاستيلو دي فيرازانو. وُضعت بعض النظريات البديلة؛ على سبيل المثال، يزعم بعض العلماء الفرنسيون أن فيرازانو ولد في ليون، فرنسا، وأنه ابن اليساندرو دي بارتولوميو دي فيرازانو وجيوفانا جواداني. يقول رونالد لاف، «مهما يكن الأمر»، لطالما اعتبر فيرازانو نفسه فلورنسيًا، وكان يعتبره معاصروه فلورنسيًا أيضًا. وقع فيرازانو على مستندات ذكرت اسمه باللاتينية «يانوس فيرازانوس»، ودعا نفسه «جوهان دي فيرازان» في وصيته بتاريخ 11 مايو عام 1526 في روان، فرنسا (المحفوظة ضمن الأرشيفات الإدارية في السين البحرية).
ترك فيرازانو سردًا مفصلًا عن رحلاته إلى أمريكا الشمالية، لكن لا يُعرف سوى القليل عن حياته الشخصية. بعد عام 1506، استقر في ميناء دييب في فرنسا، حيث بدأ حياته المهنية كملاح. انطلق نحو الساحل الأمريكي، على الأرجح في عام 1508 بصحبة الكابتن توماس أوبيرت، على متن سفينة تدعى لا بونسيه، مجهزة من قبل مالكها جان أنغو. استكشف منطقة نيوفندلاند، ربما خلال رحلة صيد، وربما نهر سانت لورانس في كندا؛ ذهب لاحقًا في رحلات عديدة إلى شرق البحر المتوسط.
في سبتمبر عام 1522، عاد الأفراد الناجون من رحلة فرناندو ماجلان إلى إسبانيا، بعد أن أبحروا حول العالم. اشتدت المنافسة في التجارة، خاصةً مع البرتغال. تم الضغط على فرانسوا الأول ملك فرنسا على يد التجار والممولين الفرنسيين من ليون وروان الذين كانوا يبحثون عن طرق تجارية جديدة، لذلك طلب من فيرازانو في عام 1523 أن يضع خططًا لاستكشاف (نيابةً عن فرنسا) منطقة بين فلوريدا وتيرانوفا، «نيوفندلاند»، بهدف إيجاد طريق بحري إلى المحيط الهادئ. في غضون أشهر، أبحرت أربع سفن إلى الغرب متجهةً إلى غراند بانكس في نيوفندلاند، لكن تسببت عاصفة عنيفة وأمواج عاتية في فقدان سفينتين. أُجبرت السفينتان المتبقيتان، لا دوفين ولا نورماند، على العودة إلى بريتاني.

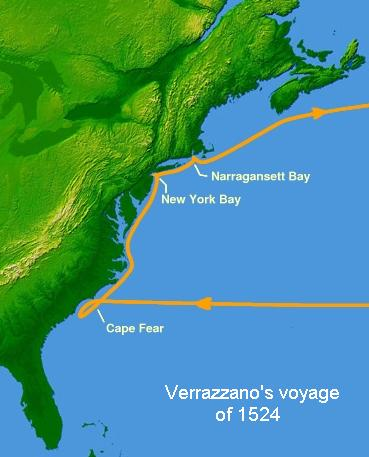
رحلة فيرازانو البحرية عام 1524

جرت الإصلاحات في الأسابيع الأخيرة من عام 1523، وأبحرت السفن مرة أخرى. هذه المرة، اتجهت السفن جنوبًا نحو البحار الهادئة، والتي كانت تحت سيطرة إسبانية وبرتغالية خطيرة. بعدما رست السفن في جزر ماديرا، أجبرت بعض المشاكل سفينة لا نورماند على العودة إلى مينائها الأصلي، ولكن سفينة فيرازانو، لا دوفين، انطلقت في 17 يناير عام 1524، بقيادة أنطوان دي كونفلان، وتوجهت مرةً أخرى إلى قارة أمريكا الشمالية. اقتربت من منطقة نهر كيب فير في 1 مارس، وبعد فترة قصيرة، وصلت إلى بحيرة بالميكو ساوند في ولاية كارولاينا الشمالية الحديثة. كتب فيرازانو في رسالة إلى فرانسوا الأول، أنه كان مقتنعًا بأن بحيرة ساوند هي بداية المحيط الهادئ، ويمكن الوصول إلى الصين من خلالها. تسبب هذا التقرير في أحد الأخطاء الكثيرة في تصوير أمريكا الشمالية على الخرائط المعاصرة. لم تُرسم خارطة القارة بشكل كامل لمئات السنين.
استمر فيرازانو وفريقه باستكشاف الساحل باتجاه الشمال، فاحتكوا بالأمريكيين الأصليين الذين يعيشون على الساحل. لكنه لم يلحظ مداخل خليج تشيزبيك أو مصب نهر ديلاوير. في خليج نيويورك، قابل شعب اللينابي ولاحظ وجود ما اعتبره بحيرة كبيرة، والتي كانت في الواقع مدخل نهر هدسون. ثم أبحر على طول لونغ آيلند ودخل خليج ناراجانسيت، حيث استقبل وفداً من شعوب وامبانواغ وناراجانسيت. عُثر على عبارة «نورمان فيلا» التي تدل على هذا الموقع على خريطة 1527 التي رسمها فيسكونت ماغيولو.
مكث هناك لمدة أسبوعين ثم ذهب شمالًا. اكتشف خليج كيب كود، وأثبت إدعائه من خلال خريطة 1529 التي حددت موقع كيب كود بوضوح.
أكمل مسيره على الساحل حتى وصل إلى مين الحديثة وجنوب شرق نوفا سكوشا ونيوفندلاند، وعاد بعد ذلك إلى فرنسا بحلول 8 يوليو عام 1524. سمّى فيرازانو المنطقة التي اكتشفها فرانشيسكا تكريما للملك الفرنسي، ولكن الخريطة التي وضعها أخوه حددتها باسم نوفا غاليا (فرنسا الجديدة). رتب فيرازانو رحلة ثانية، بدعم مالي من جون أنغو وفيليب دي تشابوت، إذ انطلقت أربع سفن من ميناء دييب في بدايات عام 1527. افترقت سفينة واحدة عن باقي السفن أثناء عاصفة بالقرب من جزر الرأس الأخضر، لكن فيرازانو وصل إلى ساحل البرازيل مع سفينتين وحمولة من خشب البرازيل قبل أن يعود إلى دييب في سبتمبر. عادت السفينة الثالثة في وقت لاحق، مع حمولة من خشب البرازيل.
لم يحقق هذا النجاح الجزئي الهدف المطلوب والمتمثل بإيجاد طريق إلى المحيط الهادئ، لكنه ألهم رحلة فيرازانو النهائية، التي انطلقت من دييب في بدايات عام 1528.

### وفاته
توجد قصص متناقضة حول وفاة فيرازانو. تحكي إحدى تلك القصص أنه في عام 1528، أثناء رحلته الثالثة إلى أمريكا الشمالية وبعد استكشافه فلوريدا وجزر البهاما وجزر الأنتيل الصغرى، رسا فيرازانو في البحر وجدف نحو الشاطئ، ربما نحو جزر غواديلوب. قتله سكان جزر الكاريب الأصليون وأكلوه. رسا الأسطول المكون من سفينتين أو ثلاث سفن خارج نطاق الطلقات النارية، ولم يستطع أحد إنقاذه في الوقت المناسب. تشير مصادر أخرى إلى أن فيرازانو كان هو نفسه القرصان جون فلوري، الذي أُعدم من قبل الإسبان بتهمة القرصنة في بويرتو ديل بيكو بإسبانيا.

### سمعتة
رغم اكتشافاته، لم يُذاع سيط فيرازانو بقدر غيره من المستكشفين في تلك الحقبة؛ على سبيل المثال، أطلق فيرازانو الاسم الأوروبي فرانشيسكا على الأرض الجديدة التي رآها نسبةً إلى الملك الفرنسي الذي أبحر باسمه. لكن لم تستمر هذه الأسماء وغيرها من الأسماء التي أطلقها على المناطق التي اكتشفها. كان من سوء حظه أنه أنجز أهم اكتشافاته خلال فترة الثلاث سنوات (1519 إلى 1521) التي شهدت أحداثًا مثل غزو المكسيك ورحلة فرناندو ماجلان حول العالم؛ لم يكمل ماجلان نفسه الرحلة، لكن وكيله الإعلامي أنطونيو بيغافيتا فعل ذلك.
في القرن التاسع عشر وأوائل القرن العشرين، حدث جدل كبير في الولايات المتحدة حول صحة الرسائل التي كتبها فيرازانو إلى فرانسيس الأول والتي تتضمن معلومات جغرافية ومعلومات عن النباتات والحيوانات والسكان الأصليين في الساحل الشرقي لأمريكا الشمالية. زعم آخرون أنها كانت صحيحة، وأصبحت تقريبًا مقبولة عالميًا في يومنا هذا، خاصةً بعد اكتشاف الرسالة الذي وقعها الملك فرانسوا الأول والتي تشير إلى رسالة فيرازانو.
كانت سمعة فيرازانو غامضة خصوصًا في مدينة نيويورك، إذ أصبحت رحلة هنري هدسون في عام 1609 بمثابة البداية الفعلية للاستكشافات الأوروبية لنيويورك، إذ أبحر إلى الأراضي الهولندية وليس الفرنسية. بعد جهد كبير في الخمسينيات والستينيات من القرن الماضي، أُعيد تأسيس اسم وسمعة فيرازانو كمكتشف أوروبي للمرفأ، أثناء محاولة لتسمية جسر ناروز الذي بُني حديثًا نسبةً إليه.

## روابط خارجية
- جيوفاني دي فيرازانو على موقع الموسوعة البريطانية (الإنجليزية)
- جيوفاني دي فيرازانو على موقع إن إن دي بي (الإنجليزية)